# 休斯 XV-9
Hughes XV-9(公司編號Hughes Model 385）是一款1960年代由休斯直升機研製的高速實驗直升機。

## 發展

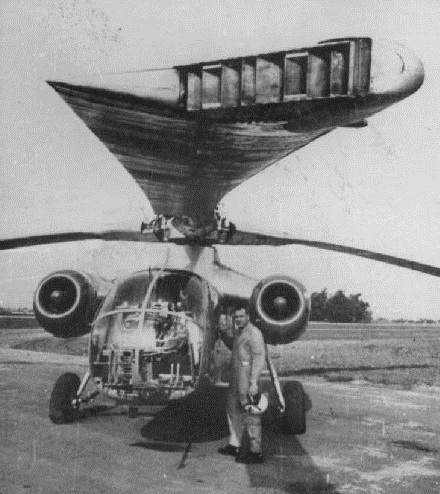
XV-9葉片尖端擴散器的細節

美國陸軍為研究熱循環推進，因而與休斯簽約。該直升機的軍事編號為XV-9A（序號為 64-15107）。兩台渦輪噴射發動機將噴射氣流，而噴射流被引導至葉片尖端的噴嘴。旋翼葉片的前緣和後緣均設有冷卻管道。為了將成本降至最低，駕駛艙採用了OH-6A 卡尤斯直升機的座椅，並採用H-34 喬克托直升機的起落架。
XV-9於1964年11月5日首飛。在加州卡爾弗城的休斯工廠試飛後，XV-9A轉移到愛德華空軍基地進行進一步測試。儘管XV-9A噪音大且油耗高，但熱循環系統的測試結果令人滿意。然而因為一些無法解決的技術問題，休斯隨後停止壓力噴射系統的開發。XV-9於1965年8月結束測試並退役，稍後返回休斯。

## 型號
XV-9A
美國軍方重新命名的Hughes Model 385，共1架。